# Entomogramma pallescentia
Entomogramma pallescentia är en fjärilsart som beskrevs av Embrik Strand 1914. Entomogramma pallescentia ingår i släktet Entomogramma och familjen nattflyn. Inga underarter finns listade i Catalogue of Life.